# Haplocladium strictulum
Haplocladium strictulum là một loài rêu trong họ Thuidiaceae. Loài này được (Cardot) Reimers mô tả khoa học đầu tiên năm 1937.